# サン＝セバスティアン＝シュル＝ロワール
サン＝セバスティアン＝シュル＝ロワール（Saint-Sébastien-sur-Loire）は、フランス、ペイ・ド・ラ・ロワール地域圏ロワール＝アトランティック県のコミューン。人口においては県第5の都市である。

## 地理
ロワール川南岸に位置し、ナントの旧市街に近く、4キロメートルほどしか離れていない。

## 由来
1789年までは、教区の名はサン＝セバスティアン＝デーニュ（Saint Sébastien d'Aigne）であった。その後コミューンの名は1920年までサン＝セバスティアンとなった。1920年、郵便局がサン＝セバスティアン＝レ＝ナント（Saint-Sébastien-lès-Nantes）の名を拒否したため、サン＝セバスティアン＝シュル＝ロワールの名が採用された。しかしサン＝セバスティアン＝レ＝ナントの名は、第一次世界大戦前に発売された絵葉書の中に頻繁に登場する。

## 歴史
エーニュの教区は聖セバスティアンに捧げられており、15世紀にはサン＝セバスティアン＝デーニュの名で巡礼地となっていたことが知られている。この巡礼の評判は、ラブレーの「ガルガンチュア」において評判を巻き起こすのに十分なほどであった。聖セバスティアンの加護を求める巡礼者たちから疫病の恐怖がもたらされたのである。17世紀と18世紀、ナント市は公式の巡礼団を組織して聖セバスティアン教会に送っていた。この巡礼はフランス革命によって廃止された。
革命時代、サン＝セバスティアン住民の多くが新政権に冷淡で、1793年のヴァンデの反乱においては共和国軍と敵対することとなった。
1920年代まで、サン＝セバスティアンは農業中心の田園地帯だった。19世紀の間、伝統的に栽培されてきたコムギ、ワイン用ブドウは徐々に廃れ、替わって野菜が栽培されるようになった。1860年代からはマメとニンジンが盛んに栽培された。やがて園芸農業が主体となった。
1866年以降、ナント-ラ・ロッシュ＝シュル＝ヨン間を走る鉄道路線がコミューン内を横断するようになったが、度重なる陳情にもかかわらず駅が設置されることはなかった。最寄の駅は現在もヴェルトゥ駅である。
1970年代からサン＝セバスティアンは住宅地となり、農業事業者はさらに南のコミューンへ移っていった。

## 人口統計
| 1962年 | 1968年 | 1975年 | 1982年 | 1990年 | 1999年 | 2006年 | 2009年 |
| ------ | ------ | ------ | ------ | ------ | ------ | ------ | ------ |
| 11830  | 14159  | 17326  | 17825  | 22202  | 25223  | 24508  | 24726  |

参照元:Insee

## 史跡

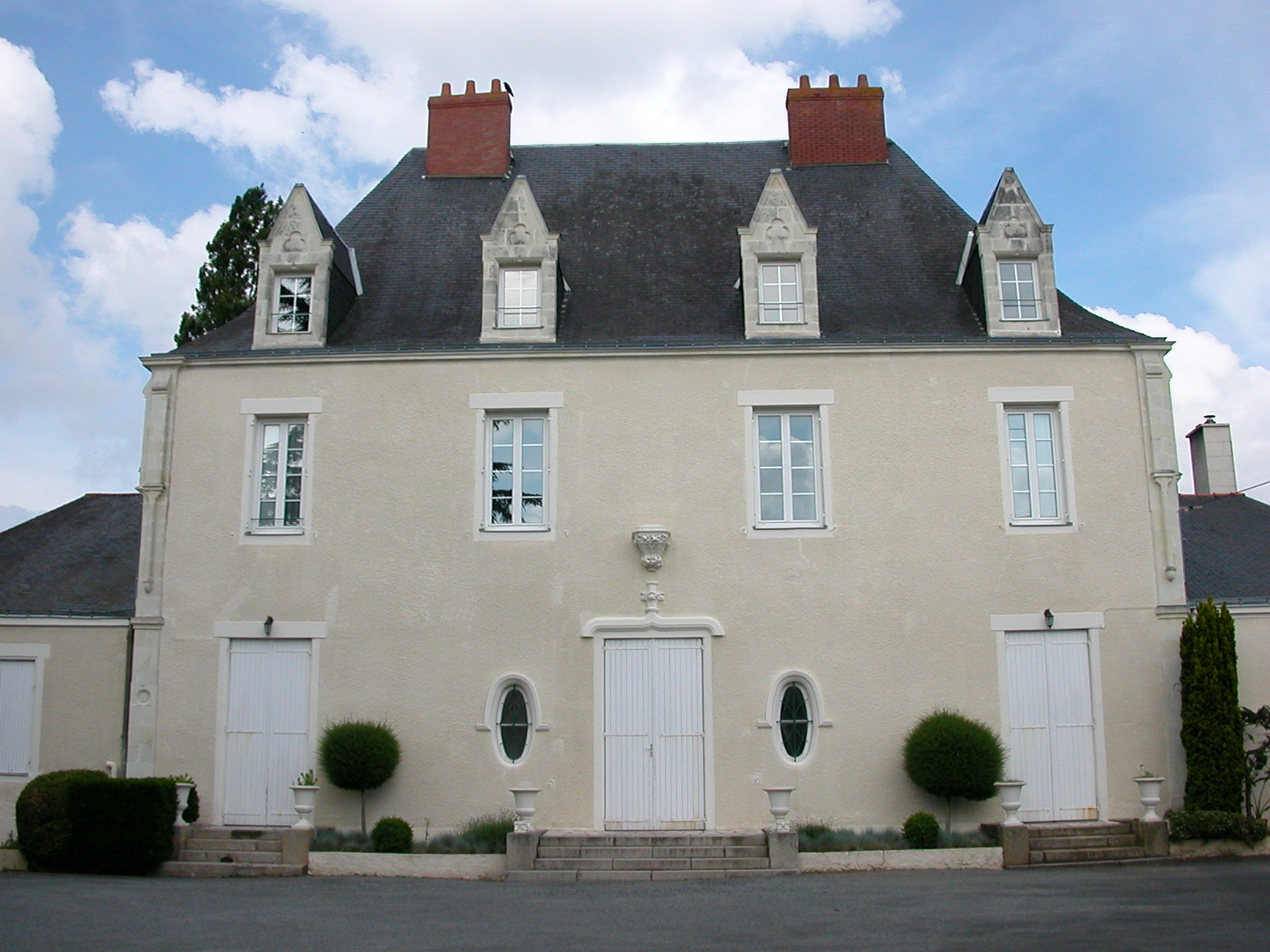
グランド・ジョーネのマナー・ハウス

15世紀以来、特に17世紀以降、貴族やブルジョワ階級の邸宅がサン＝セバスティアンで大量に建設された。いくつかは既になくなっているが、全般的には保存されている。

## 交通
- 鉄道 - 2003年よりTERペイ・ド・ラ・ロワールの路線が開通し、コミューン内に2箇所の駅が設置された。2011年6月から、この路線のうちナント-クリソン区間はトラムが運行されることとなった。

## 姉妹都市
- グリンデ、ドイツ
- ポースコール、ウェールズ
- カポシュヴァール、ハンガリー
- カチ、マリ共和国
- チェルナヴォダ、ルーマニア

## 出身者
- ジョヴァンニ・シオ：サッカー選手